# Wilkins Strait
Die Wilkins Strait ist eine Meerenge in Kanada und trennt die zu den Königin-Elisabeth-Inseln gehörenden Borden Island (im Norden), Mackenzie King Island (im Süden) und Brock Island (im Südwesten). Die im kanadisch-arktischen Archipel gelegene Meerenge ist 120 Kilometer lang und ihre geringste Breite beträgt 18,2 Kilometer. Benannt ist die Meerenge nach dem Polarforscher George Hubert Wilkins. Ursprünglich war angenommen worden, es handele sich nicht um eine Meerenge, sondern eine große Bucht. So erklärt sich der ursprüngliche Name Wilkins Sound, der 1947 nach der Entdeckung, dass Borden Island und Mackenzie King Island zwei getrennte Inseln sind, in die heutige Bezeichnung geändert wurde.